# Ото I (Олденбург)
Вижте пояснителната страница за други личности с името Ото I.
Ото I фон Олденбург (на немски: Otto I von Oldenburg; * ок. 1175; † 1251) е от 1209 г. граф на Олденбург.

## Биография
Той е големият син на граф Мориц I фон Олденбург (1145 – 1209) и съпругата му Салома фон Хохщаден-Викрат, дъщеря на граф Ото II фон Викрат.
През 1209 г. Ото I заедно с брат му Христиан II († 1233) последват баща си на трона. От 1223 до 1251 г. е опекун на племенника си Йохан I и двамата подаряват през 1244 г. манастир Розентал в Менслаге.
От 1233 до 1234 г. Ото I участва във войната против народа Щединги и тяхната Селска република, печели територии и се освобождава от зависимостта от архиепископа. Той се бие също с Графство Хоя и с епископите на Мюнстер, става архиепископски фогт в Сюдерброк (днес в Лемвердер).

## Фамилия
Ото I се жени за Мехтхилд фон Волденберг. Те имат две деца:
- Хайнрих († 1255), с него линията завършва
- Салома, омъжена за граф Герберт фон Щотел.